# Cruz Alta megye
Cruz Alta egy megye Argentína északnyugati részén, Tucumán tartományban. Székhelye Banda del Río Salí, második legjelentősebb városa Alderetes.

## Népesség
A megye népessége a közelmúltban a következőképpen változott:
| Év   | Lakosság |
| ---- | -------- |
| 2001 | 161 950  |
| 2010 | 180 499  |